# اسکادران عشق
اسکادران عشق فیلمی به کارگردانی  سعید حاجی میری و  نویسندگی  ابراهیم حاتمی کیا ساختهٔ سال ۱۳۷۵ است.

## خلاصه داستان
فرید (با بازی علی فرهبد) فرزند یک خلبان هواپیمای کوچک سمپاش که به تازگی به ایران آمده قرار است همراه پدر برای آفت زدایی مزارع به یک منطقه در سیستان و بلوچستان بروند. فرید قصد دارد با همسرش مریم (با بازی پرند زاهدی) با هواپیمای سمپاشی از طریق مرز پاکستان به آمریکا نزد مادرش برود، او برای انجام نقشه اش مجبور به همکاری با قاچاقچیان اشیاء عتیقه می‌شود. مریم با اطلاع یافتن از این موضوع فرید را قانع می‌کند تا شی ارزشمند را نزد پدر بگذارد و علیرغم اینکه موافق رفتن از ایران نیست به پاکستان بروند. مریم و فرید پرواز می‌کنند، در حین پرواز هواپیما دچار نقص فنی می‌گردد و فرید مجبور به فرود اضطراری می‌شود اما در همین زمان مأموران انتظامی از فرید تقاضا می‌کنند تا با استفاده از هواپیمای آنها قاچاقچیان منطقه را غافلگیر کرده و دستگیر کنند. از طرفی سرکرده قاچاقچیان فرید را گروگان می‌گیرد. فرید با کمک پدرش و مأموران حفاظت منطقه نجات پیدا می‌کند و از رفتن به آمریکا منصرف می‌شود…

## بازیگران
- فرامرز صدیقی
- محرم زینال زاده
- حسین سحرخیز
- میترا چوپان
- محمد ذکریا
- مهدی فراهانی
- عبداله نعیم زاده
- علی فرهبد
- پرند زاهدی
- فروغ رحمانی
- حسن عظیمی
- فرشید رئوفی
- جابر سلامی زاده